# Nicolás Daniel Ruiz Tabárez
Nicolás Daniel Ruiz Tabárez, noto semplicemente come Nicolás Ruiz (Caracas, 6 gennaio 1999), è un ex calciatore venezuelano, di ruolo attaccante.

## Biografia
È nipote dell'ex calciatore venezuelano Timshel Tabárez.

## Caratteristiche tecniche
È un centravanti.

## Carriera
Cresciuto nel settore giovanile del Racing Montevideo, nel 2020 viene ceduto a titolo definitivo al Fénix; debutta in prima squadra il 26 febbraio 2020 in occasione dell'incontro di Primera División Profesional perso 3-1 contro il Montevideo City Torque.

## Statistiche
Statistiche aggiornate al 30 marzo 2021.

### Presenze e reti nei club
| Stagione        | Squadra         | Campionato      | Campionato | Campionato | Coppe nazionali | Coppe nazionali | Coppe nazionali | Coppe continentali | Coppe continentali | Coppe continentali | Altre coppe | Altre coppe | Altre coppe | Totale | Totale | Totale |
| Stagione        | Squadra         | Comp            | Pres       | Reti       | Comp            | Pres            | Reti            | Comp               | Pres               | Reti               | Comp        | Pres        | Reti        | Pres   | Reti   |        |
| --------------- | --------------- | --------------- | ---------- | ---------- | --------------- | --------------- | --------------- | ------------------ | ------------------ | ------------------ | ----------- | ----------- | ----------- | ------ | ------ | ------ |
| 2020            | Fénix           | PD              | 4          | 0          |                 | -               | -               |                    | -                  | -                  |             | -           | -           | 4      | 0      |        |
| Totale carriera | Totale carriera | Totale carriera | 4          | 0          |                 | -               | -               |                    | 0                  | 0                  |             | -           | -           | 4      | 0      |        |